# Córtex pré-motor

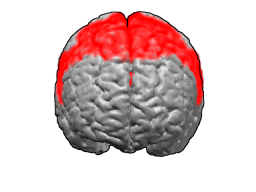
Área de Brodmann 6 em vermelho.

O córtex pré-motor é uma área do córtex motor localizada dentro do lobo frontal do cérebro imediatamente anterior ao córtex motor primário. Ele ocupa parte da área de Brodmann 6. Tem sido estudada principalmente em primatas, incluindo macacos e humanos. As funções do córtex pré-motor são diversas e não totalmente compreendidas. Ele se projeta diretamente para a medula espinhal e, portanto, pode desempenhar um papel no controle direto do comportamento, com ênfase relativa nos músculos do tronco do corpo. Também pode desempenhar um papel no planejamento do movimento, na orientação espacial do movimento, na orientação sensorial do movimento, na compreensão das ações dos outros e no uso de regras abstratas para realizar tarefas específicas. Diferentes sub-regiões do córtex pré-motor têm diferentes propriedades e presumivelmente enfatizam diferentes funções. Os sinais nervosos gerados no córtex pré-motor causam padrões de movimento muito mais complexos do que os padrões discretos gerados no córtex motor primário.